# John Stuart Mill
John Stuart Mill (Pentonville, 20 mei 1806 – Avignon, 8 mei 1873) was een Engels filosoof en econoom. Hij was een voorstander van het utilitarisme, de ethische theorie die voorgesteld werd door zijn peetoom Jeremy Bentham. Zijn eigen versie hiervan beschreef hij in het werk Utilitarianism, waarbij hij aangaf dat er onderscheid moet worden gemaakt tussen verschillende soorten genot. In zijn bekende werk On Liberty zette hij het schadebeginsel uiteen.
Somerville College Library, de bibliotheek van Somerville College (Oxford) bevat zijn collectie van circa 1700 boeken (de zogenoemde John Stuart Mill Library).

## Jeugd
John Stuart Mill werd geboren in zijn vaders huis in Pentonville, Londen, als de oudste zoon van James Mill en Harriet Burrow. Zijn vader onderwees hem, met advies en assistentie van Jeremy Bentham en Francis Place. Hij kreeg een strenge opvoeding en werd nadrukkelijk afgeschermd van andere jongens van zijn leeftijd. Zijn vader, een navolger van Bentham, had als zijn specifieke doel om een geniaal intellect te creëren dat de doelen en uitvoering van het utilisme zou doen verder leven na de dood van Bentham en hemzelf.
Tegen de tijd dat hij drie was kon hij het Griekse alfabet opzeggen, en toen hij acht werd had hij Aesopus' 'Fabels' gelezen en wist hij van Plato. In 1818 begon hij aan een studie logica en het jaar erop kreeg hij te maken met politieke economie.

## Relatie met Harriet Taylor

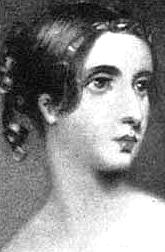
Harriet Taylor

In 1851 huwde Mill met Harriet Taylor Mill na 21 jaar intieme vriendschap. Taylor was getrouwd toen ze elkaar ontmoetten. Haar relatie met Mill was hecht maar kuis in de jaren vóór haar eerste man overleed. Taylor had een belangrijke invloed op het werk en de ideeën van Mill zowel tijdens de jaren van vriendschap als tijdens hun huwelijk. Nog voor hij haar kende was Mill al een verdediger van de vrouwenrechten en dat werd door haar nog versterkt. In zijn laatste revisie van On Liberty noemt hij haar als zijn belangrijkste invloed en inspiratie voor het schrijven van het boek, dat in grote mate ook haar eigen ideeën weerspiegelt. On Liberty werd kort na haar dood gepubliceerd. Zeven jaar na haar huwelijk met Mill overleed zij in 1858 aan een longontsteking.

## Werk

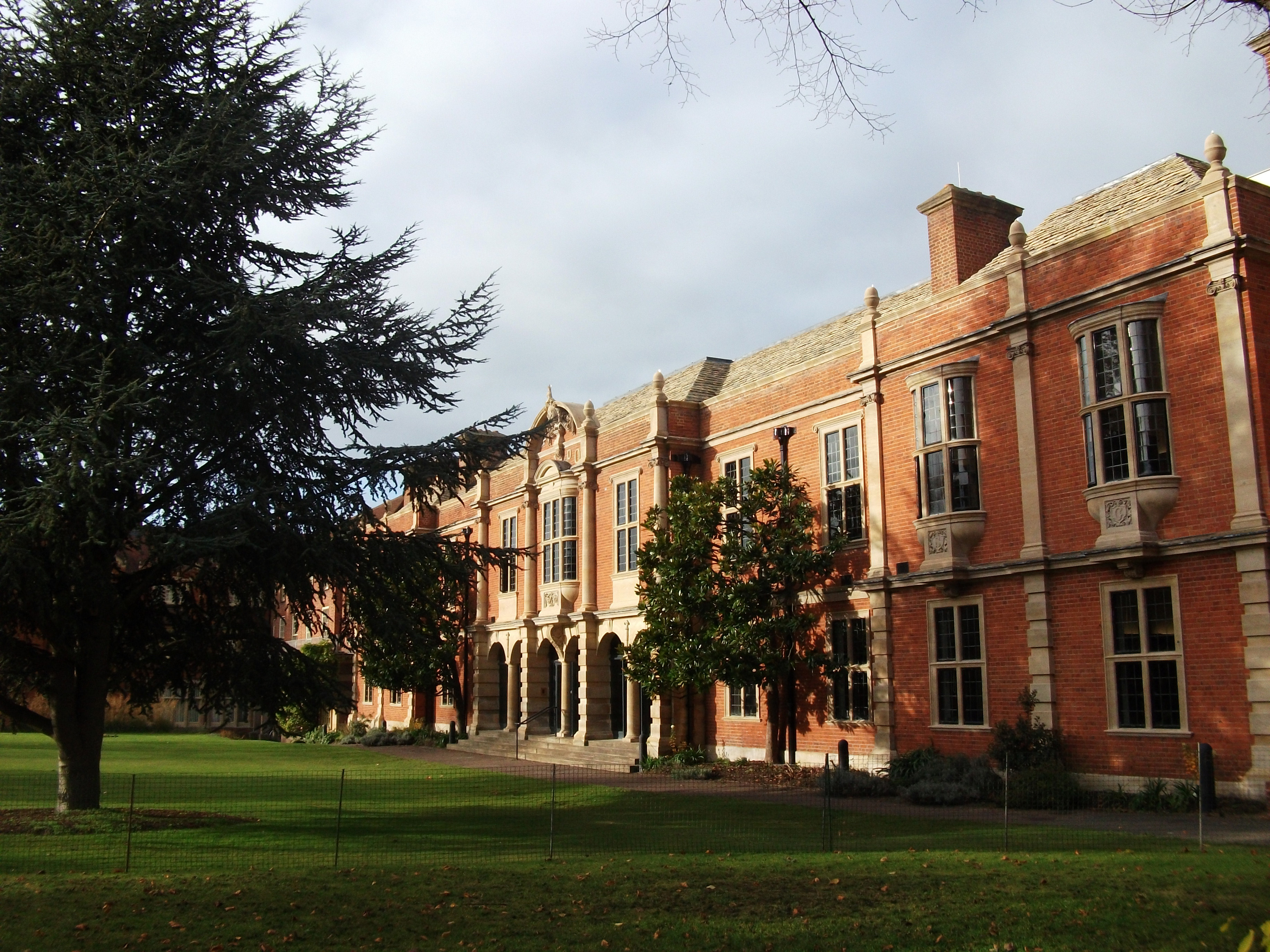
De Somerville College Library, de bibliotheek van Somerville College, Oxford, die Stuart Mills boekencollectie bezit.

Hij publiceerde zijn eerste belangrijke boek in 1843, A System of Logic, met daarin de methodes van Mill. Een van de belangrijkste theorieën is het beginsel van causaliteit – Als A altijd door B wordt gevolgd, kan worden verondersteld dat dit in de toekomst ook altijd zo zal zijn. Hierin zet hij een vorm van het psychologisme uiteen.
Zijn Principles of Political Economy (1848) werd een van de belangrijkste referentiewerken op het gebied van economie, en was bijv. tot in 1919 het standaard tekstboek van de opleiding economie aan Oxford University.
In 1869 publiceerde hij Subjection of Women, waarin hij de vrouwenrechten verdedigde.
Hij was toen al vier jaar lid van het parlement, waar hij eveneens ijverde voor het vrouwenkiesrecht en de vooruitstrevende liberalen steunde.
Zijn vrouw Harriet Taylor Mill, die in 1858 stierf, zou het boek geschreven hebben, maar op haar naam mocht het niet worden uitgegeven. Tot op de dag van vandaag staat het boek officieel op naam van John Stuart Mill.

## Belangrijkste publicaties

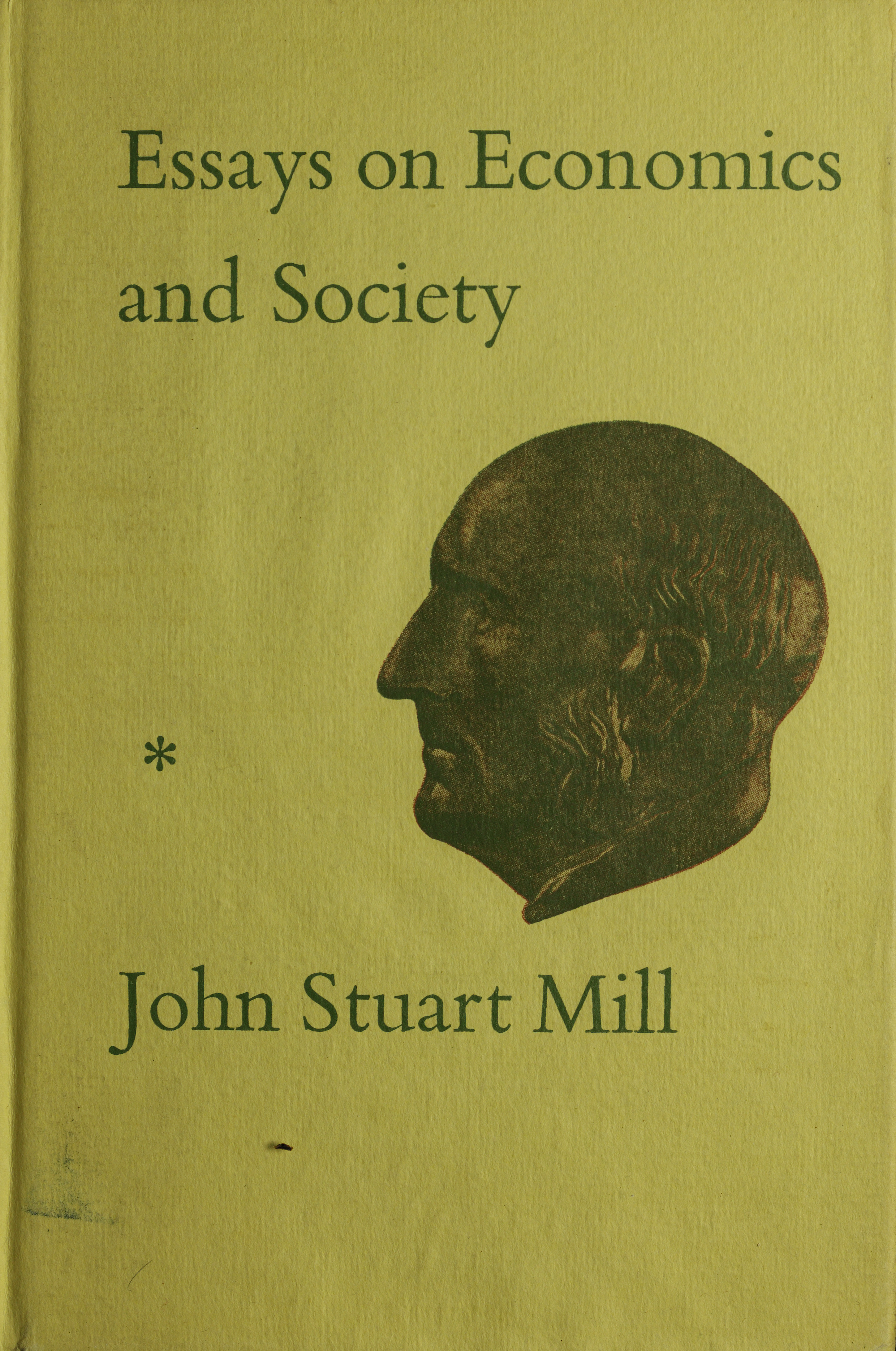
Essays on Economics and Society (1824-1845), editie uit 1967

- "Two Letters on the Measure of Value", 1822, The Traveller
- "Questions of Population", 1823, Black Dwarf
- "War Expenditure", 1824, Westminster Review
- "Quarterly Review -- Political Economy", 1825, Westminster Review
- "Review of Miss Martineau's Tales", 1830, Examiner
- "The Spirit of the Age", 1831, Examiner
- "What is Poetry", 1833, 1859
- "Essay on Bentham" 1838
- A System of Logic, 1843
- Essays on Some Unsettled Questions of Political Economy, 1844
- "Claims of Labour", 1845, Edinburgh Review
- The Principles of Political Economy: with some of their applications to social philosophy, 1848. Vertaald als: J. Stuart Mill's Staathuishoudkunde.[a][b] Groningen, Wolters, 1875-1876.
- "The Negro Question", 1850, Fraser's Magazine
- Dissertations and Discussions, 1859.
- A Few Words on Non-intervention, 1859
- On Liberty, 1859. Vertaald als: Gedachten over vrijheid.[c] 1859; Over vrijheid. Meppel, Boom, 1978 ISBN 90-6009-299-6
- Thoughts on Parliamentary Reform, 1859.
- Considerations on Representative Government, 1861
- "Centralisation", 1862, Edinburgh Review
- "The Contest in America", 1862, Harper's Magazine
- Utilitarianism, 1863. Vertaald als: Utilisme.[d] Groningen, Versluys, 1875; Utilitarisme. Amsterdam, Boom, 2022 ISBN 978-90-244-3406-0
- An Examination of Sir William Hamilton's Philosophy, 1865.
- Auguste Comte and Positivism, 1865.
- Inaugural Address at St. Andrews - Rectorial Inaugural Address at the University of St. Andrews, concerning the value of culture, 1867.
- "Speech In Favor of Capital Punishment", 1868
- England and Ireland, 1868.
- "Thornton on Labor and its Claims", 1869, Fortnightly Review
- The Subjection of Women, 1869. Vertaald als: De slavernij der vrouw.[e] Arnhem, Is. An. Nijhoff en Zoon, 1870; De onderwerping van de vrouw. Meppel, Boom, 1981 ISBN 90-6009-483-2 ISBN 90-6009-482-4
- Chapters and Speeches on the Irish Land Question, 1870
- Nature, the utility of religion, and theism, 1874. Vertaald als: Natuur en godsdienst.[f] Groningen, Erven B. van der Kamp, 1875
- Autobiography of John Stuart Mill, 1873
- Three Essays on Religion, 1874
- "Notes on N.W. Senior's Political Economy", 1945, Economica